# Općina Črna na Koroškem
Općina Črna na Koroškem (slo.:Občina Radlje ob Dravi) je općina u sjevernoj Sloveniji u pokrajini Koruškoj. Središte općine je naselje Črna na Koroškem.

## Zemljopis
Općina Črna na Koroškem nalazi se u sjevernom dijelu Slovenije, u jugozapadnom dijelu pokrajine Koruške. Općina je granična ka Austriji na zapadu. Općina se nalazi u gornjem dijelu doline rijeke Meže, ispod Karavanki.
U općini vlada oštrija, planinska umjereno kontinentalna klima. Najvažniji vodotok u općini je rijeka Meža. Svi ostali vodotoci su mali i njeni su pritoci.

## Naselja u općini
Bistra, Črna na Koroškem, Javorje, Jazbina, Koprivna, Ludranski Vrh, Podpeca, Topla, Žerjav

## Vanjske poveznice
- Stranica općine